# Goran Kostić
Goran Kostić (Serbian Cyrillic, nacido el 18 de noviembre de 1971) es un actor serbio que reside en el Reino Unido. Ha aparecido en papeles secundarios en varias películas deHollywood.

## Primeros años
Kostić nació el 18 de noviembre de 1971 en una familia de etnia serbia en Sarajevo, República Socialista de Bosnia y Herzegovina, Yugoslavia.

## Carrera
Es actor y productor, conocido por sus papeles en Taken (2008) y Hannibal, el origen del mal (2007).
En 2007, interpretó al constructor polaco Erek en la telenovela de la BBC EastEnders. Aparece como Pavel, un estudiante de doctorado ruso que trabaja como oficial de seguridad del campus en New Tricks Serie 7, episodio 2, "It Smells of Books".
Apareció en la película de Angelina Jolie del 2011 En tierra de sangre y miel sobre la Guerra de Bosnia donde interpreta a Danijel, un policía serbio, con su coprotagonista, Zana Marjanović. La película fue el debut como directora de Jolie.

## Filmografía
| Año  | Título                      | Papel                            | Notas         |
| ---- | --------------------------- | -------------------------------- | ------------- |
| 1997 | Career Girls                | Alumno                           | Sin acreditar |
| 2001 | El cuarto ángel             | Voz                              | Sin acreditar |
| 2003 | Inside Outside Lydia's Head | Zoltan                           |               |
| 2004 | The Face at the Window      | Davor                            |               |
| 2005 | The Truth About Love        | Chris Webb                       |               |
| 2005 | Benjamin's Struggle         | Guardia SS 1                     | Cortometraje  |
| 2006 | Children of Men             | Estafador del mercado de Bexhill |               |
| 2007 | Hannibal, el origen del mal | Kazys 'Pot Watcher' Porvik       |               |
| 2007 | Extraordinary Rendition     | Radovan                          |               |
| 2007 | La sombra del cazador       | Srdjan                           |               |
| 2008 | Taken                       | Gregor                           |               |
| 2008 | The Crew                    | Lepi                             |               |
| 2009 | L'aide au Retour            | Miroslav                         | Cortometraje  |
| 2009 | Wish 143                    | Milan                            | Cortometraje  |
| 2010 | The Duel                    | Voz                              |               |
| 2010 | De dioses y hombres         | Le Chef de Chantier              |               |
| 2010 | Captifs                     | Le Serb Prisonnier               |               |
| 2011 | En tierra de sangre y miel  | Danijel                          |               |
| 2013 | The Last Days on Mars       | Marko Petrovic                   |               |
| 2015 | Orion                       | Mago                             |               |
| 2015 | Hiljadarka                  | Rudar - Zafrkant                 |               |
| 2016 | The Zookeeper's Wife        | Sr. Kinszerbaum                  |               |
| 2018 | Ant-Man and the Wasp        | Anitolov                         |               |

| Año       | Título                         | Papel                 | Noas                                                                    |
| --------- | ------------------------------ | --------------------- | ----------------------------------------------------------------------- |
| 1995      | Ghostbusters of East Finchley  | Claus                 | 1 episodio                                                              |
| 1998      | Out of Hours                   | Misha                 | Miniserie                                                               |
| 2001      | Sword of Honour                | Voz                   | Película de televisión; sin acreditar                                   |
| 2001      | Always and Everyone            | Voz                   | 1 episodio                                                              |
| 2001      | Table 12                       | Rose Seller           | Episodio: "Aphrodisiac"; sin acreditar                                  |
| 2001      | Band of Brothers               | Prisoner with Corpse  | Miniserie; episodio: "Why We Fight"                                     |
| 2001      | Randall and Hopkirk (Deceased) | Sergei                | Episodio: "The Glorious Butranekh"                                      |
| 2001      | The Bill                       | Milos                 | Episodio: "Paint it Black"                                              |
| 2002      | Ultimate Force                 | Eli                   | Episodio: "Breakout"                                                    |
| 2003      | Casualty                       | Sali                  | Episodio: "Flight"                                                      |
| 2003      | Final Demand                   | Cheddar               | Película de televisión                                                  |
| 2003      | Days That Shook the World      | Gavrilo Princip (voz) | Episodio: "The Assassination of Archduke Ferdinand/The Death of Hitler" |
| 2003-2004 | Grease Monkeys                 | Ezekiel               | Protagonista                                                            |
| 2004      | Red Cap                        | Voz                   | Episodio: "Betrayed"; sin acreditar                                     |
| 2004      | Sex Traffic                    | Voz                   | Miniserie; sin acreditar                                                |
| 2004      | Foyle's War                    | Jan Komorowski        | Episodio: "The French Drop"                                             |
| 2004      | Murder Prevention              | Paul Whitley          | 3 episodios                                                             |
| 2004      | The Bill                       | Zacchadeli            | 2 episodios                                                             |
| 2005      | Sea of Souls                   | Voz                   | 2 episodios; sin acreditar                                              |
| 2005      | Comedy Lab                     | Ivan                  | Episodio: "Speeding"                                                    |
| 2005      | Spooks                         | Bodyguard             | Episodio: "Road Trip"                                                   |
| 2006      | Ultimate Force                 | Sgt. Pudovkin         | Episodio: "The Changing of the Guard"                                   |
| 2006      | Afterlife                      | David                 | Episodio: "Mirrorball"                                                  |
| 2007      | EastEnders                     | Erek                  | 6 episodios                                                             |
| 2009      | The Bill                       | Marek Jankowski       | 2 episodios                                                             |
| 2010      | The Deep                       | Zubov                 | Miniserie; 3 episodios                                                  |
| 2010      | New Tricks                     | Pavel Illich          | Episodio: "It Smells Like Books"                                        |
| 2012      | Covert Affairs                 | Alexei Vershinin      | Episodio: "Rock 'n' Roll Suicide"                                       |
| 2014      | The Assets                     | Victor Cherkashin     | Miniserie; 5 episodios                                                  |
| 2015      | Legends                        | Ivanenko              | 3 episodios                                                             |
| 2018      | Bliss                          | Vladislav             | Protagonista                                                            |
| 2018      | Genius                         | Lvovich               | Episodio: "Picasso: Chapter Seven"                                      |
| 2018      | Jack Ryan                      | Ansor Dudayev         | Recurrente                                                              |

| Año  | Título                         | Role              | notas         |
| ---- | ------------------------------ | ----------------- | ------------- |
| 1996 | Command & Conquer: Red Alert   | Oficial ruso      |               |
| 2002 | Hitman 2: Silent Assassin      | Voces adicionales | Sin acreditar |
| 2008 | Command & Conquer: Red Alert 3 | Oficial ruso      |               |